# Guillestre
Guillestre [ɡijɛstʁ]  (okzitanisch Guilhèstra) ist eine französische Gemeinde mit 2.286 Einwohnern (Stand 1. Januar 2022) in den französischen Alpen im Département Hautes-Alpes.

## Geografie
Guillestre liegt auf einem rund 1000 m hohen Plateau oberhalb der Schlucht des Flusses Guil, der wenige Kilometer unterhalb in die Durance mündet. Im westlichen Gemeindegebiet mündet der kleine Gebirgsfluss Chagne in den Guil. Guillestre liegt an der Route des Grandes Alpes und ist Ausgangspunkt für Fahrten zu den Alpenpässen Col de Vars, Col d’Izoard und Col Agnel. Teile des Gemeindegebietes gehören zum Regionalen Naturpark Queyras. Die Lage des Ortes bietet zudem einen leichten Zugang zu mehreren Skigebieten, beispielsweise in Risoul, Vars oder Queyras. Auch der Ort Mont-Dauphin (der zum Weltkulturerbe der UNESCO gehört) befindet sich im Umfeld.

## Geschichte
Guillestre wurde im 12. Jahrhundert als Besitz der Bischöfe von Embrun erstmals urkundlich erwähnt. Es blickt auf eine wechselvolle Geschichte zurück und war durch seine Lage im Grenzgebiet zu Italien von den italienisch-französischen Kriegen betroffen. Daher verfügte der Ort auch über eine Festungsanlage, und noch heute erinnern die Stadttore an diese Zeiten. Während der Religionskriege wurde Guillestre am 5. September 1587 durch den protestantischen Heerführer François de Bonne, duc de Lesdiguières angegriffen. Am 30. Juli 1692 eroberte Viktor Amadeus II. von Savoyen die Stadt nach einer drei Tage dauernden Belagerung.

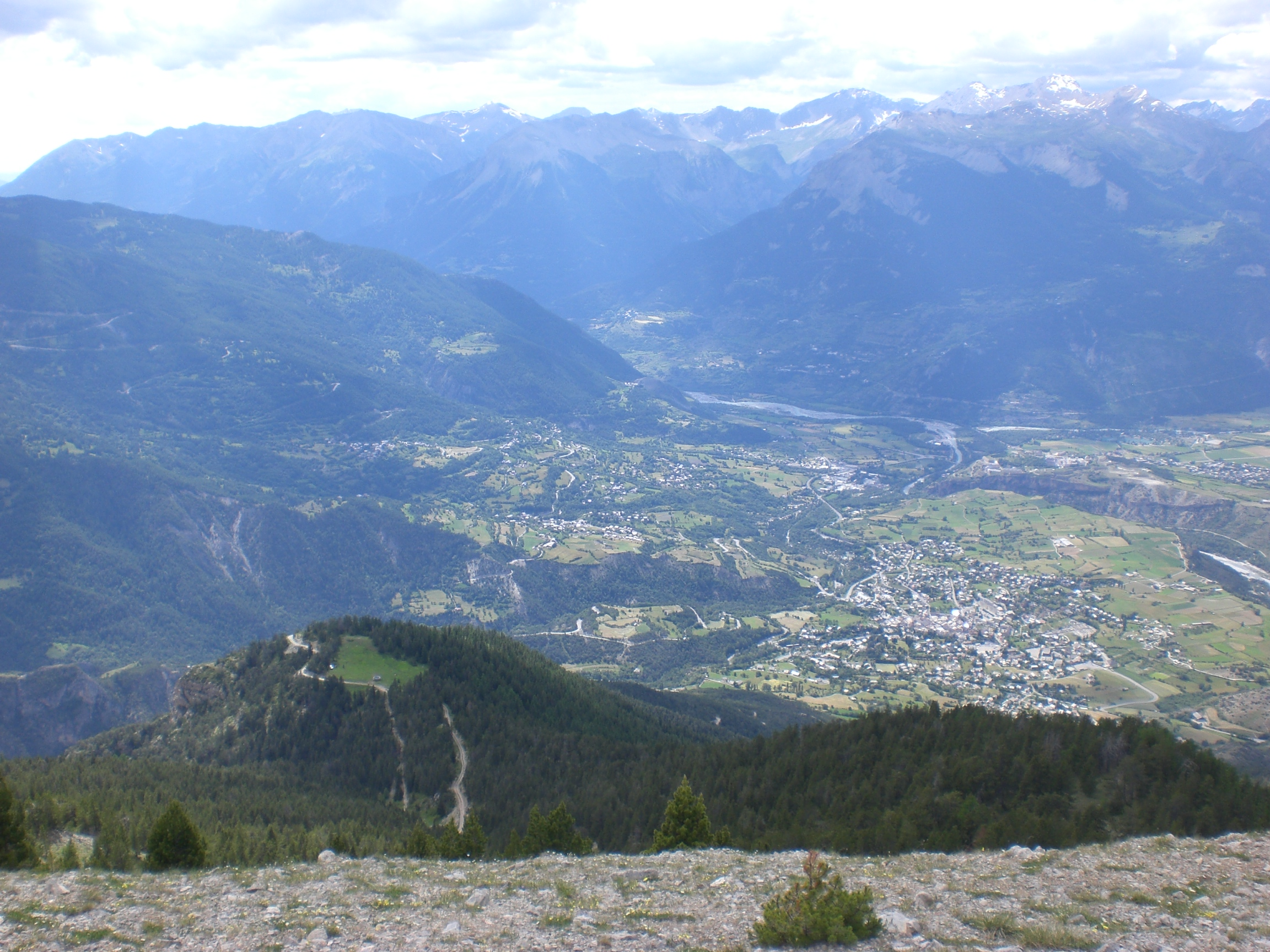
Blick vom Mont Cugulet auf Guillestre

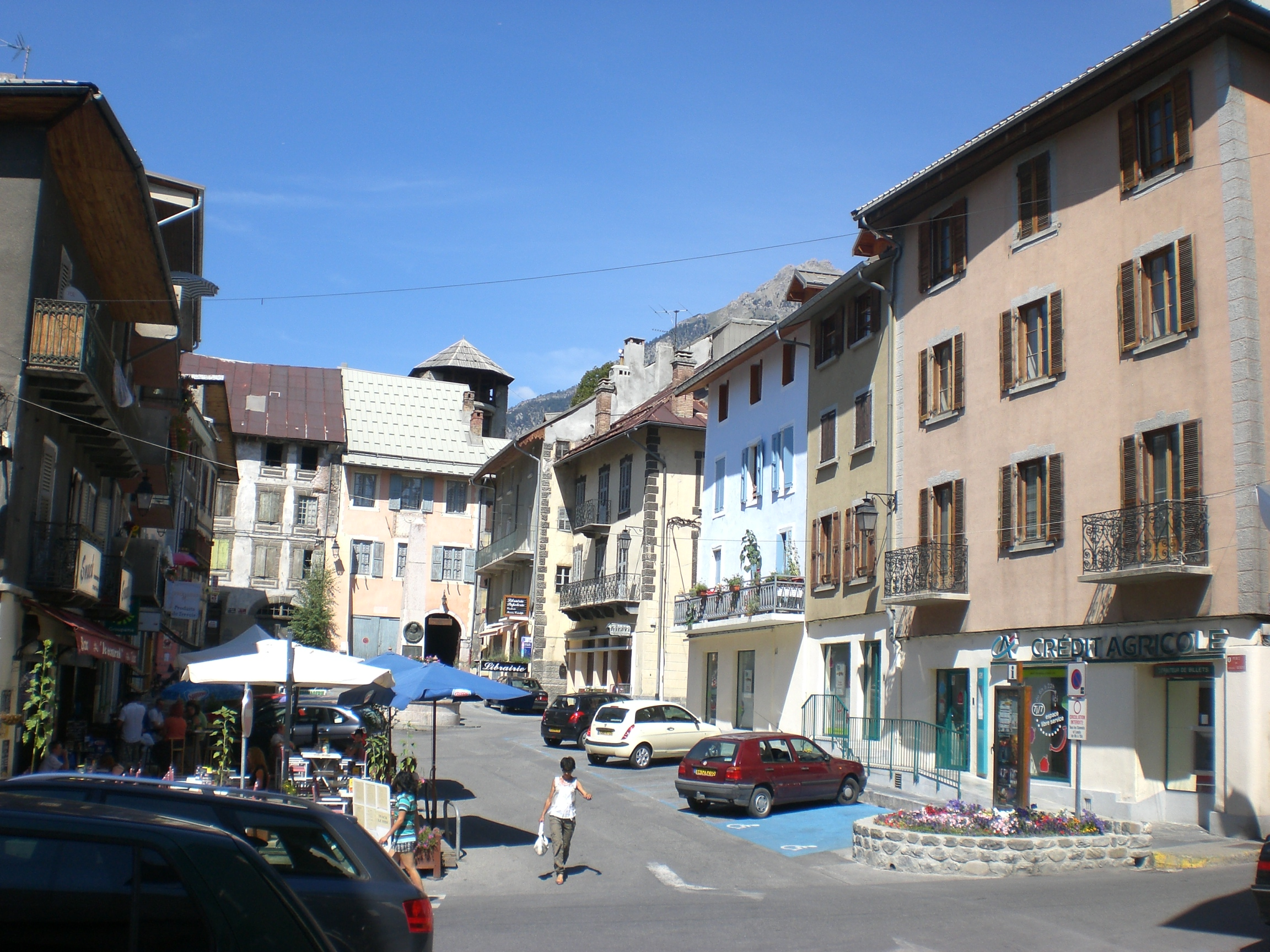
Place du Général Albert in Guillestre

Bürgermeister ist Bernard Leterrier; seine Amtszeit wurde 2014 verlängert und endet 2020. Er ist Nachfolger von Armand Jallut, der das Amt von 2001 bis März 2008 bekleidet hatte. Guillestre lebt als Mittelzentrum für die umliegenden Ferienorte hauptsächlich vom Sommer- und Wintertourismus.

### Bevölkerungsentwicklung
| Jahr                       | 1962 | 1968 | 1975 | 1982 | 1990 | 1999 | 2006 | 2016 |
| Einwohner                  | 1448 | 1479 | 1466 | 1937 | 2000 | 2211 | 2276 | 2314 |
| Quellen: Cassini und INSEE |      |      |      |      |      |      |      |      |

## Sehenswürdigkeiten
Die Kapelle Saint-Guillaume wurde im 11. Jahrhundert errichtet. Der „Tour d’Eygliers“ ist Teil der mittelalterlichen Stadtbefestigungen und überblickt die Altstadt. Die Stadtkirche „Notre-Dame d’Aquilon“ wurde in der ersten Hälfte des 16. Jahrhunderts erbaut und wird am nördlichen Portal von zwei liegenden Löwen verziert.

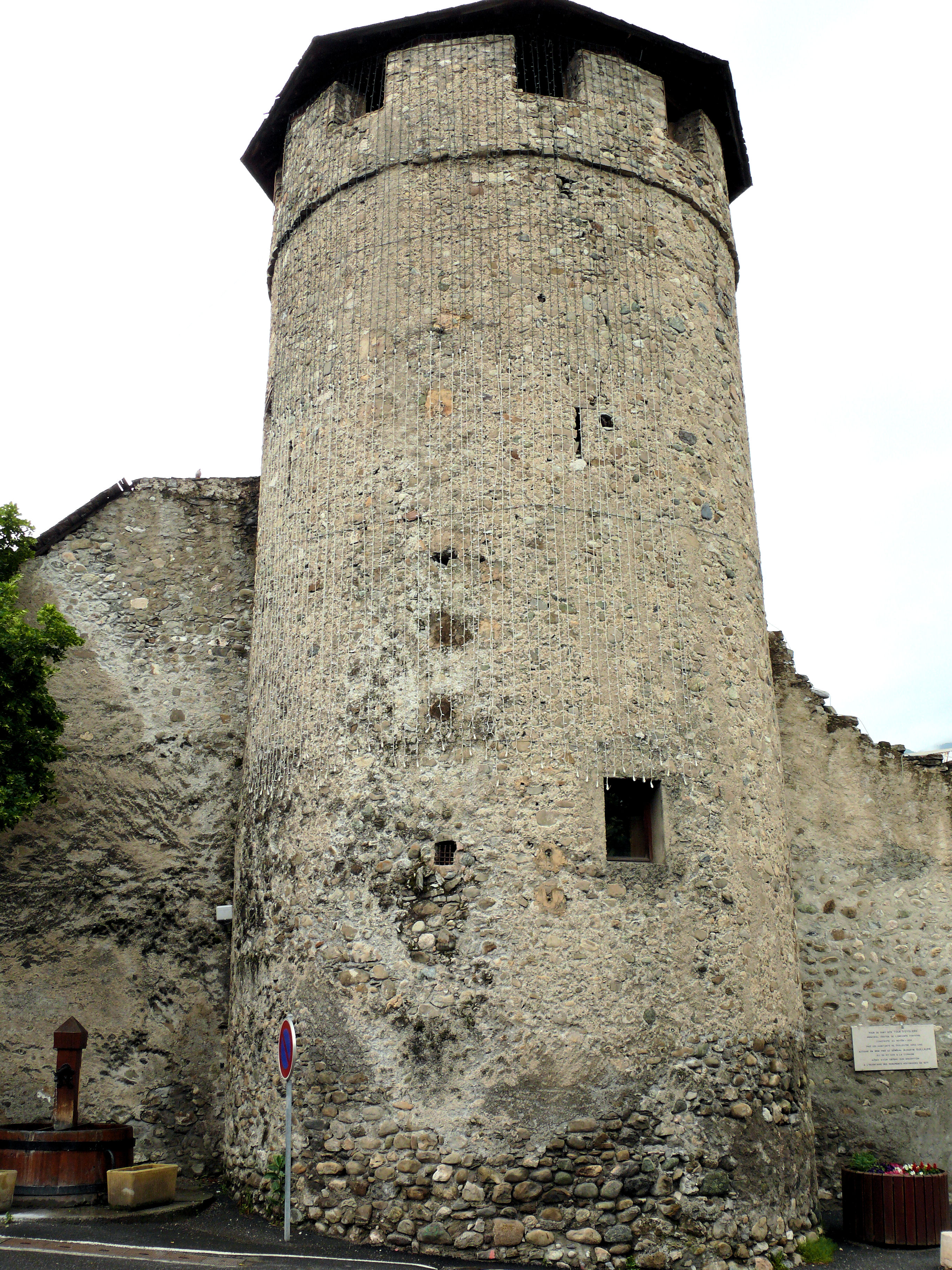
Der Turm d’Eygliers
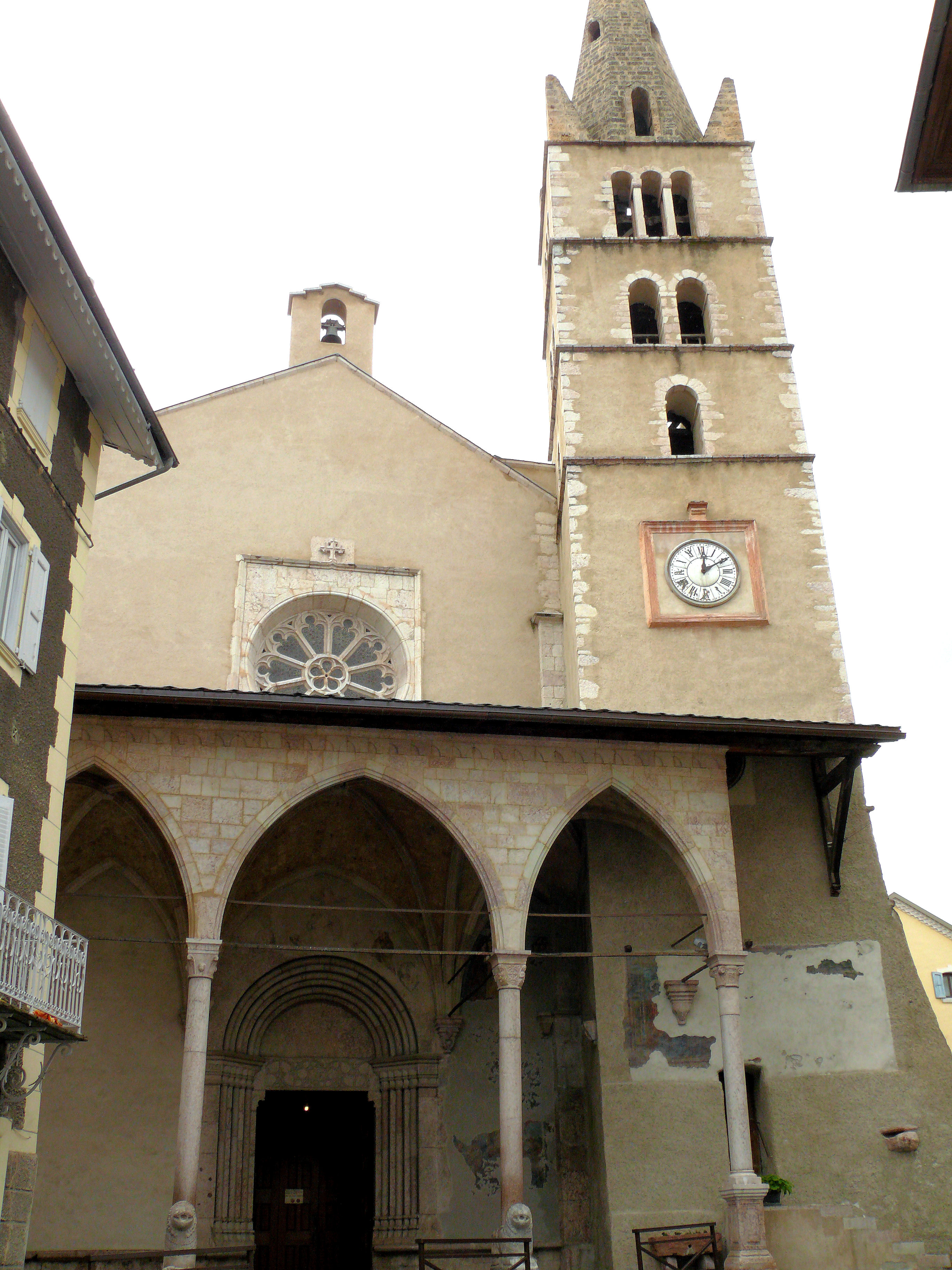
Kirche Notre-Dame d’Aquilon

## Persönlichkeiten
- Joseph Jean-Baptiste Albert (1771–1822), französischer General